# Heinrich Fehlis
Heinrich Fehlis (1er novembre 1906 à Wulften am Harz - 11 mai 1945 à Porsgrunn) est un officier SS ayant commandé les Sicherheitspolizei et Sicherheitsdienst en Norvège lors de l'occupation de la Norvège par l'Allemagne nazie pendant la Seconde Guerre mondiale.

## Biographie
Né à Wulften am Harz, en Allemagne, il rejoint la SA en 1933 puis devient membre du parti nazi peu après avoir obtenu son diplôme d'avocat. En 1935, Fehlis rejoint la SS au cours duquel il augmente rapidement de rang. Actif dans les Einsatzgruppen pendant l'opération Weserübung, il succède en novembre 1940 à Walter Stahlecker au poste de Befehlshaber der Sicherheitspolizei und des SD à Oslo, en Norvège. Au cours de cette période, il travaille en collaboration avec Reinhard Heydrich et Ernst Kaltenbrunner à Berlin et avec Josef Terboven en Norvège.
Le 8 mai 1945, Fehlis et d'autres responsables allemands de la Gestapo tentèrent d'échapper à la capture, rejoignant un camp militaire allemand (Lager Franken) près de Porsgrunn, en Norvège, usurpant l'identité d'un lieutenant «Gerstheuer» du corps d'armée de montagne norvégien. Reconnu par les troupes britanniques puis arrêté, il se suicida par balle le 11 mai 1945.